# Пакошівка
Пакошівка (пол. Pakoszówka) — село в Польщі, у гміні Сянік Сяноцького повіту Підкарпатського воєводства. Розташоване в середньому Бескиді. Населення — 945 осіб (2011).

## Назва

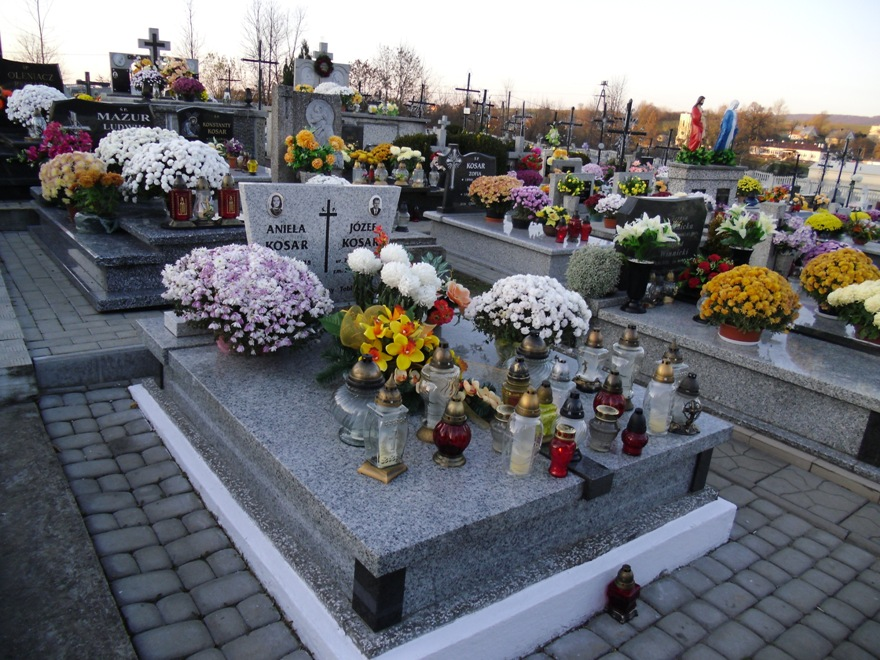
Пакошівка, місцевий цвинтар

Землі Пакошівки були заселені вже за давніх руських князів. 1370 р. Казимир надає положений в руській землі город (фортецю) Ряшів з цілим його округом (ліс!) зі всіми селами, свободами тощо якомусь Пакославові та його нащадкам.
Згадується 1390 р. (Akta grodzkie I ziemelne) «Pakossins de Pakoszowka» Пакош з Пакошівки — земський суддя Сяніцької землі. Дуже правдоподібно, що це є той сам Пакослав, що йому ці землі надав Казимир. Від імені дідича „Пакоша“ назване село. Ім'я Пакош походить від слов'янського імені Пакослав (Пак значить сильний, той сам корінь, що в староболгарській мові „паки“). Певне належав до тих панів, що прийшли на наші землі по Королі Казимирі. Ті землі тоді документи називали loca deserta — пусті (спустошені) місця — землі). Може був поляком, а може з Мадярщини, на що могло би вказувати закінчення імені на „ош“. Тоді з Мадярщини в тих сторонах поселились два брати Петро і Павло, що дали роди Балів (Балигород), Дуденовських, Юріївських. Син того Пакоша називається вже Пакошович Микола, внуки називаються вже Пакошевські.
Пакошівка лежить під горою «Ворочень», по польськи "Wrocien ". (Оповідають, що там жив лікар Вороч із жінкою). Один вершок на Ворочні називається «Патрія». З-під Ворочня витікають лісові води, джерела. Слово «Вороч» — правдоподібно зукраїнізоване старословянське «врач». Також між Пакошівкою та Костарівцями зі Страхотиною є потік і пасовисько «Русави», що вказувало би на українське походження. Легенда каже, що на тім місці колись було місто Русави, яке запалося під воду.

## Історія
В 14 ст. в Пакошівці були такі імена зглядно прізвища селян: 1) Гринь 2) Кліш 3) Мал 4) Ордин 5) Пах. Гринь — ім'я, що тоді може було і прізвищем, українське. Ім'я Григорій і досі часте в Пакошівці. Прізвище Кліш і досі є в сусідніх селах, наприклад у Дубрівці. Мал — це прізвище дотепер є у сусіднім Ялині, але здрібніле — Малик. Мал — старослов'янське, українське прізвище. Прізвище „Ордин“ вказує на походження від якоїсь орди кочівних племен, що поселені князями біля фортець (городів). Були післанцями, зв'язківцями. Їх пізніше звали ординець. Піх (пъхъ) — давнє укр. слово означало, що його власник відробляв „пішу“ панщину, бо не мав „тягла“. То прізвище збереглось у Пакошівці понад 500 років донині. Сьогодні його нащадки пишуться „Пішик“ — здрібніло, як і Малик. Деінде збереглось то прізвище в первісній своїй формі „Піх“.
На початку ХХ сторіччя у селі до Першої світової війни діяло українське руханкове товариство Січ.
На 01.01.1939 у селі було 900 жителів, з них 360 українців, 530 поляків і 10 євреїв.
У 1975-1998 роках село належало до Кросненського воєводства.

## Демографія
Демографічна структура станом на 31 березня 2011 року:
|          | Загалом | Допрацездатний вік | Працездатний вік | Постпрацездатний вік |
| -------- | ------- | ------------------ | ---------------- | -------------------- |
| Чоловіки | 474     | 105                | 310              | 59                   |
| Жінки    | 471     | 110                | 252              | 109                  |
| Разом    | 945     | 215                | 562              | 168                  |

## Видатні особистості

### Релігійні діячі
- Йосафат (Коциловський) (1876–1947) — Блаженний священномученик, ЧСВВ, єпископ Перемишльський[5].
- Григорій Косар (1867–1918) — священик УГКЦ.

### Письменники і поети
- Володимир Марчак (1922-2016) — польський письменник і поет українського походження.